# 服部逸郎
服部 逸郎（はっとり いつろう、1907年12月3日 - 1973年8月5日）は、昭和期の日本の作曲家、歌手、作詞家、元アナウンサーである。別名をレイモンド服部、服部レイモンド、服部ヘンリー。なお、同姓の服部良一や服部正との血縁関係はない。

## 経歴
1907年（明治40年）12月3日、神奈川県横浜市出身。若い頃にキリスト教に入信した為、洗礼名をレイモンドという。
1931年（昭和6年）慶應義塾大学文学部卒業後に作曲家としての活動を開始。ハワイへの音楽留学から帰国した1934年（昭和9年）1月に、NHKが初めて行った全国規模でのアナウンサー採用試験に応募し、応募者728名中25名の合格者の1人として入局。アナウンサーの同期には、和田信賢や竹脇昌作らがいる。しかし、3ヶ月の養成期間終了後に配属先が大阪に決まった際、「大阪では音楽活動が出来ない」としてNHKを退職し、フリーの作曲家となり、コロムビア、キング、テイチク、ニットー等で作曲した。
その後、コロナ・レコードの専属となり、同社がポリドール・レコードに買収されると、ポリドールの専属となった。
ポリドールに移籍し、『忠治子守唄』、『親恋道中』がヒット。その後、日本コロムビアに戻り、『ヤットン節』、『東京ワルツ』がヒットする。自身でも東京交響吹奏楽団を組織。服部の名が特に知られているのはTBSテレビ・ラジオのスポーツテーマ『コバルトの空』の作曲である。
1973年（昭和48年）8月5日に死去した。満65歳。
幕末の外国奉行・神奈川奉行、万延元年遣米使節副使などを歴任した村垣範正は曾祖父にあたる。

## おもなディスコグラフィ

### 歌謡曲
- 『恋のステップ』、1934年（昭和9年）10月、高橋掬太郎作詞、歌：三笠静子（のちの笠置シヅ子）
- 『忠治子守唄』、1938年（昭和13年）2月、野村俊夫作詞、歌：東海林太郎
- 『戦場子守唄』、1938年（昭和13年）8月、佐藤惣之助作詞、歌：東海林太郎
- 『旅の子守唄』、1938年（昭和13年）12月、野村俊夫作詞、歌：北廉太郎
- 『親恋道中』、1939年（昭和14年）3月、藤田まさと作詞、歌：上原敏
- 『戦場初舞台』、1940年（昭和15年）5月、佐藤惣之助作詞、歌：東海林太郎
- 『広東航路』、1940年（昭和15年）11月、樋口晴雄作詞、歌：近江士郎（のちの近江俊郎）
- 『南への道』、1941年（昭和16年）6月、西原武三作詞、歌：上原敏
- 『南国の故郷』、1941年（昭和16年）6月、松坂直美作詞、歌：如月俊夫
- 『空のふるさと』、1945年（昭和20年）1月、大木惇夫作詞、歌：近江俊郎、松原操
- 『ヤットン節』、1951年（昭和26年）7月、野村俊夫作詞、歌：久保幸江(尚、此の曲は後にシンガポールで黄清元によってカヴァーされ広まった。)
- 『ゴメンナサイ』（『GOMEN NASAI』）1953年（昭和28年）MAYERS BENEDICT作詞、歌：ハリー・ベラフォンテ [5] [6]
- 『東京ワルツ』、1954年（昭和29年）1月、西沢爽作詞、歌：千代田照子
- 『新ヤットン節』、1954年（昭和29年）2月、野村俊夫作詞、歌：久保幸江
- 『敦賀ブルース』、1954年(昭和29年)8月、門田ゆたか作詞、歌：黒木曜子
- 『月を見ていたら』、1954年（昭和29年）、野村俊夫作詞、歌：青木光一
- 『ワゴンマスター』、1954年（昭和29年）、奥山靉作詞、歌：小坂一也
- 『ハイティーンベビー』、1958年（昭和33年）7月、服部逸郎作詞、歌：中島そのみ
- 『無敵のライフルマン』、1961年（昭和36年）、服部逸郎作詞、歌：小坂一也
- 『なんて云ったらいいかしら』1962年（昭和37年）、原 由記作詞、歌：若草多佳子

### 行進曲
- 『コバルトの空』、1951年（昭和26年）、TBSテレビ・ラジオスポーツテーマ、服部逸郎作曲
- 『川越マーチ』、1957年（昭和32年）、服部逸郎作曲
- 『行進曲 スポーツマン』、1964年（昭和39年）、NETテレビ（現：テレビ朝日）・スポーツテーマ、服部逸郎作曲

### 市民歌
- 『われらの川越』、1957年（昭和32年）、川越市民の歌、野村俊夫作詞

## フィルモグラフィ
音楽
- 『雁来紅』、1934年（昭和9年）、監督鈴木重吉、入江ぷろだくしょん / 新興キネマ - 服部逸郎名義
- 『星空の街』、1957年（昭和32年）、監督小田基義、東宝 - レイモンド服部名義
- 『海女の戦慄』、1957年（昭和32年）、監督志村敏夫、新東宝 - レイモンド服部名義
- 『肉体女優殺し 五人の犯罪者』、1957年（昭和32年）、監督石井輝男、新東宝 - 服部レイモンド名義
- 『酔いどれ幽霊』、1958年（昭和33年）、監督春原政久、日活 - レイモンド服部名義

## 著書
- レイモンド服部『ジャズ・ソングの歌い方』新興楽譜出版社、1954年5月20日。NDLJP:2488214。
- 『幕臣航海記 : 太平洋を渡る遣米使節』人物往来社、1964年8月15日。NDLJP:2989761。
- 『七十七人の侍アメリカへ行く』講談社、1965年。
- 『歌のうらおもて―のどじまん心得帳』（1965年）
- レイモンド服部『77人の侍アメリカへ行く : 万延元年遣米使節の記録』講談社、1965年9月20日。NDLJP:2989799。
- レイモンド・服部『黒船物語 : 日本の黎明に生きたハリスの滞在記録』ルック社、1968年11月10日。NDLJP:2989810。

## 参考資料
- 『アナウンサーたちの70年』（NHKアナウンサー史編集委員会編・講談社 ISBN 4-06-203232-5）（1992年）